# Љубав једне униформе
„Љубав једне униформе” је југословенски кратки филм из 1979. године. Режирао га је Дејан Шорак а сценарио је написао Данко Шорак

## Улоге
| Глумац            | Улога |
| ----------------- | ----- |
| Ета Бортолаци     |       |
| Данко Љуштина     |       |
| Фрањо Мајетић     |       |
| Лидија Петрићевић |       |